# Кубок мира по художественной гимнастике 2024 (Баку)
3-й этап Кубка мира по художественной гимнастике 2024 года проходил в Баку, Азербайджан. Турнир проводился с 19 по 21 апреля 2024 года и являлся частью Серии кубков мира по художественной гимнастике 2024 года. Комплекты медалей разыгрывались в индивидуальном многоборье и отдельных видах (обруч, мяч, булавы, лента), групповом многоборье и отдельных видах среди сеньорок.

## Страны-участницы
41 страна мира принимала участие в кубке мира 2024 года по художественной гимнастике в Баку. Всего выступало 113 участниц. В связи с вторжением России на Украину и связанных с нею санкциями гимнастка из Белоруссии Алина Горносько выступала в статусе индивидуальной нейтральной спортсменки.
- Австралия (1)
- Австрия (1)
- Азербайджан (8)
- Андорра (2)
- Бельгия (1)
- Болгария (7)
- Боливия (1)
- Великобритания (1)
- Венгрия (1)
- Германия (3)
- Грузия (7)
- Индия (1)
- Испания (7)
- Италия (8)
- Кипр (1)
- Литва (1)
- Казахстан (8)
- Кыргызстан (1)
- Китай (6)
- Республика Корея (1)
- Кувейт (1)
- Мексика (6)
- Молдова (1)
- Нейтральные атлеты (1)
- Новая Зеландия (1)
- Польша (1)
- Филиппины (1)
- Румыния (2)
- Сербия (1)
- Словения (2)
- Таиланд (1)
- Турция (6)
- Узбекистан (2)
- Украина (7)
- Финляндия (1)
- Франция (2)
- Хорватия (1)
- Черногория (1)
- Швейцария (1)
- ЮАР (1)
- Япония (7)

## Медалисты
| Вид соревнований                    | Золото                                                                                                | Серебро | Бронза |
| ----------------------------------- | --- | --- | --- |
| Финалы в индивидуальных упражнениях | | | |
| Индивидуальное многоборье           | Дарья Варфоломеев · Германия                                                                          | Эльвира Краснобаева · Болгария                                                                                   | София Раффаэли · Италия                                                                                                   |
| Обруч                               | Дарья Варфоломеев · Германия                                                                          | София Раффаэли · Италия                                                                                          | Эва Брезалиева · Болгария                                                                                                 |
| Мяч                                 | Дарья Варфоломеев · Германия                                                                          | Эва Брезалиева · Болгария                                                                                        | Таисия Онофричук · Украина                                                                                                |
| Булавы                              | София Раффаэли · Италия                                                                               | Таисия Онофричук · Украина                                                                                       | Дарья Варфоломеев · Германия                                                                                              |
| Лента                               | Дарья Варфоломеев · Германия                                                                          | Эльвира Краснобаева · Болгария                                                                                   | Таисия Онофричук · Украина                                                                                                |
| Финалы в групповых упражнениях      | | | |
| Групповое многоборье                | Испания · Ана Арнау · Инес Бергуа · Мирея Мартинес · Патриция Перес · Сальма Солаун                   | Италия · Мартина Кентофанти · Агнес Дуранти · Алессия Маурелли · Даниела Могуеран · Лаура Парис · Алессия Аруссо | Азербайджан · Гюллю Агаларзаде · Ляман Алимурадова · Камилла Алиева · Зейнаб Гумметова · Елизавета Лузан · Дарья Сорокина |
| 5 обручей                           | Япония · Фука Икуно · Ринако Инаки · Мэгуми Нисимото · Аюка Судзуки · Хисано Тагути · Нанами Такэнака | Италия · Мартина Кентофанти · Агнес Дуранти · Алессия Маурелли · Даниела Могуеран · Лаура Парис · Алессия Аруссо | Азербайджан · Гюллю Агаларзаде · Ляман Алимурадова · Камилла Алиева · Зейнаб Гумметова · Елизавета Лузан · Дарья Сорокина |
| 3 ленты + 2 мяча                    | Япония · Фука Икуно · Ринако Инаки · Мэгуми Нисимото · Аюка Судзуки · Хисано Тагути · Нанами Такэнака | Испания · Ана Арнау · Инес Бергуа · Мирея Мартинес · Патриция Перес · Сальма Солаун                              | Италия · Мартина Кентофанти · Агнес Дуранти · Алессия Маурелли · Даниела Могуеран · Лаура Парис · Алессия Аруссо          |

## Медальный зачёт
*   Принимающая страна (Азербайджан)
| Место          | Страна         | Золото | Серебро | Бронза | Всего |
| -------------- | -------------- | ------ | ------- | ------ | ----- |
| 1              | Германия       | 4      | 0       | 1      | 5     |
| 2              | Япония         | 2      | 0       | 0      | 2     |
| 3              | Италия         | 1      | 3       | 2      | 6     |
| 4              | Испания        | 1      | 1       | 0      | 2     |
| 5              | Болгария       | 0      | 3       | 1      | 4     |
| 6              | Украина        | 0      | 1       | 2      | 3     |
| 7              | Азербайджан*   | 0      | 0       | 2      | 2     |
| Всего стран: 7 | Всего стран: 7 | 8      | 8       | 8      | 24    |